# Odontodrassus muralis
Odontodrassus muralis är en spindelart som beskrevs av Christa L. Deeleman-Reinhold 200. Odontodrassus muralis ingår i släktet Odontodrassus och familjen plattbuksspindlar. Inga underarter finns listade i Catalogue of Life.